# Kanton Alfortville-Nord
Kanton Alfortville-Nord (fr. Canton d'Alfortville-Nord) je francouzský kanton v departementu Val-de-Marne v regionu Île-de-France. Tvoří ho pouze severní část města Alfortville.